# Aeropuerto Internacional L.F. Wade
El Aeropuerto Internacional L.F. Wade (IATA: BDA, OACI: TXKF), anteriormente conocido como Aeropuerto Internacional de Bermudas, es el único aeropuerto que da servicio a Bermudas, un territorio británico en el océano Atlántico. Se encuentra en la parroquia de St. George y a unos 18 kilómetros de la capital de Bermuda, Hamilton. En 2006, el Aeropuerto Internacional L.F. Wade atendió a unos 900.000 pasajeros, un 7% más desde 2005. Tiene una terminal de pasajeros, una terminal de carga, ocho puestos de aeronaves y puede dar cabida a cualquier clase de avión incluyendo el Boeing 747. Actualmente, diez aerolíneas operan al Aeropuerto Internacional L.F. Wade desde Canadá, el Reino Unido, Estados Unidos y Cuba. El avión más grande que opera actualmente en el aeropuerto es el Boeing 777-200 de British Airways.

## Historia
El aeropuerto cobró vida durante la Segunda Guerra Mundial.
El 16 de abril de 2007, el aeropuerto fue formalmente rebautizado como "Aeropuerto Internacional L.F. Wade" en honor de L. Frederick Wade, un antiguo y famoso líder político cuando estaba en la oposición.

## Aeropuerto
En 2006, el aeropuerto atendió a más de un millón de pasajeros y tuvo 258 operaciones semanales durante el verano.
El antiguo hangar de la OTAN construido a comienzos de los noventa es actualmente utilizado para atender los vuelos ejecutivos.
El aeropuerto ofrece preautorización de acceso a Estados Unidos, lo que significa que el control de pasaportes y aduanas puede efectuarse en Bermudas; los vuelos que llegan a Estados Unidos desde Bermudas reciben el tratamiento de domésticos.
El control de tráfico aéreo está proporcionado por BAS-Serco bajo contrato de DAO. La torre de control se encuentra en el lado norte del aeropuerto (la antigua se encuentra en la terminal) y proporciona servicios durante el día y la noche.
Un moderno radar meteorológico Doppler con un alcance de 150 millas fue construido por la DAO en 2005.
Las ayudas a la navegación en el aeropuerto, como el ILS y el VOR son propiedad de DAO aunque están mantenidos por BAS-Serco.

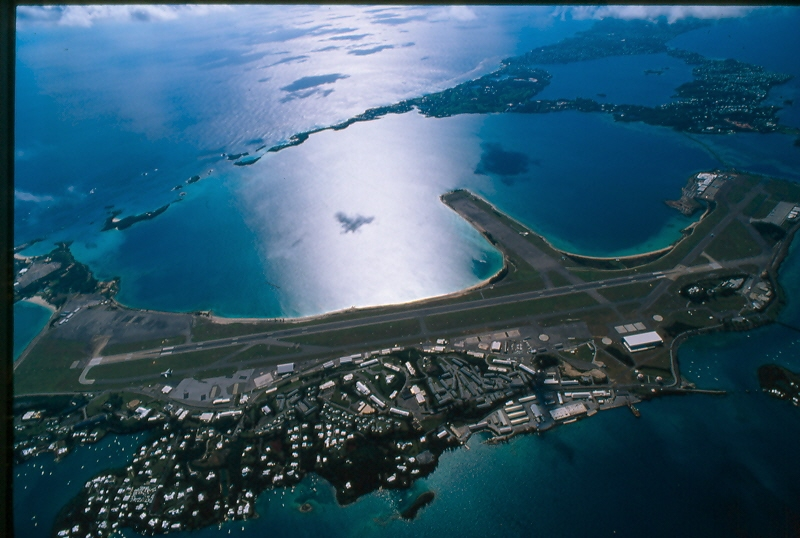
Vista aérea del aeropuerto.

## Agencias aeroportuarias
- Departamento de Operaciones del Aeropuerto (DAO).
- Departamento de Aviación Civil (DCA) .
- Control de pasaportes de Bermudas
- Aduanas HM
- Aduanas EE. UU.
- Bomberos (ARFF), operados por Bermuda Fire Service desde 2007.
- Servicio meteorológico de Bermudas.

## Aerolíneas y destinos

### Pasajeros
| Aerolíneas        | Destinos |
| ----------------- | --- |
| Air Canada Rouge  | Montreal–Trudeau, Toronto–Pearson |
| American Airlines | Charlotte, Miami, Nueva York–JFK Estacional: Filadelfia |
| BermudAir         | Baltimore, Boston, Charleston (SC) (finaliza el 27 de octubre de 2025), Halifax, Hartford (finaliza el 26 de octubre de 2025), Montreal–Trudeau, Newark (inicia el 26 de octubre de 2025), Nueva York–LaGuardia (inicia el 29 de octubre de 2025), Orlando, Raleigh/Durham, Richmond, Toronto–Pearson, White Plains (finaliza el 26 de octubre de 2025) Estacional: Fort Lauderdale |
| British Airways   | Londres–Heathrow |
| Delta Air Lines   | Atlanta, Nueva York–JFK |
| JetBlue Airways   | Boston Estacional: Nueva York–JFK |
| United Airlines   | Estacional: Newark |

### Carga
| Aerolíneas       | Destinos |
| ---------------- | -------- |
| Cargojet Airways | Newark   |

### Destinos internacionales
se ofrece servicio a 20 destinos internacionales a cargo de 7 aerolíneas
| Ciudades por países                                         | Nombre del aeropuerto                                 | Aerolíneas                                                         |              |
| Norteamérica                                                | Norteamérica                                          | Norteamérica                                                       | Norteamérica |
| ----------------------------------------------------------- | ----------------------------------------------------- | ------------------------------------------------------------------ | ------------ |
| Canadá (3 destinos, 2 aerolíneas)                           |                                                       |                                                                    |              |
| Halifax                                                     | Aeropuerto Internacional de Halifax-Stanfield         | BermudAir                                                          |              |
| Montreal                                                    | Aeropuerto Internacional Pierre Elliott Trudeau       | Air Canada Rouge / BermudAir                                       |              |
| Toronto                                                     | Aeropuerto Internacional Toronto Pearson              | Air Canada Rouge / BermudAir                                       |              |
| Estados Unidos (16 destinos [2 estacionales], 5 aerolíneas) |                                                       |                                                                    |              |
| Atlanta                                                     | Aeropuerto Internacional Hartsfield-Jackson           | Delta Air Lines                                                    |              |
| Baltimore                                                   | Aeropuerto Internacional de Baltimore-Washington      | BermudAir                                                          |              |
| Boston                                                      | Aeropuerto Internacional Logan                        | BermudAir / JetBlue Airways                                        |              |
| Charleston                                                  | Aeropuerto Internacional de Charleston                | BermudAir (finaliza el 27 de octubre de 2025)                      |              |
| Charlotte                                                   | Aeropuerto Internacional de Charlotte-Douglas         | American Airlines                                                  |              |
| Filadelfia                                                  | Aeropuerto Internacional de Filadelfia                | American Airlines (Estacional)                                     |              |
| Fort Lauderdale                                             | Aeropuerto Internacional de Fort Lauderdale-Hollywood | BermudAir (Estacional)                                             |              |
| Hartford                                                    | Aeropuerto Internacional Bradley                      | BermudAir (finaliza el 26 de octubre de 2025)                      |              |
| Miami                                                       | Aeropuerto Internacional de Miami                     | American Airlines                                                  |              |
| Newark                                                      | Aeropuerto Internacional Libertad de Newark           | BermudAir (inicia el 26 de octubre de 2025) / United Airlines      |              |
| Nueva York                                                  | Aeropuerto Internacional John F. Kennedy              | American Airlines / Delta Air Lines / JetBlue Airways (Estacional) |              |
| Nueva York                                                  | Aeropuerto LaGuardia                                  | BermudAir (inicia el 29 de octubre de 2025)                        |              |
| Orlando                                                     | Aeropuerto Internacional de Orlando                   | BermudAir                                                          |              |
| Raleigh/Durham                                              | Aeropuerto Internacional de Raleigh-Durham            | BermudAir                                                          |              |
| Richmond                                                    | Aeropuerto Internacional de Richmond                  | BermudAir                                                          |              |
| White Plains                                                | Aeropuerto de Westchester County                      | BermudAir (finaliza el 26 de octubre de 2025)                      |              |
| Europa                                                      |                                                       |                                                                    |              |
| Reino Unido (1 destino, 1 aerolínea)                        |                                                       |                                                                    |              |
| Londres                                                     | Aeropuerto de Londres-Heathrow                        | British Airways                                                    |              |
| Total: 20 destinos (2 estacionales), 3 países, 7 aerolíneas |                                                       |                                                                    |              |